# Wilsoniella jardinii
Wilsoniella jardinii là một loài rêu trong họ Ditrichaceae. Loài này được Besch. mô tả khoa học đầu tiên năm 1894.